# Chevry-en-Sereine
Chevry-en-Sereine is een gemeente in het Franse departement Seine-et-Marne (regio Île-de-France) en telt 464 inwoners (2005). De plaats maakt deel uit van het arrondissement Fontainebleau.

## Geografie
De oppervlakte van Chevry-en-Sereine bedraagt 22,5 km², de bevolkingsdichtheid is 20,6 inwoners per km².
De onderstaande kaart toont de ligging van Chevry-en-Sereine met de belangrijkste infrastructuur en aangrenzende gemeenten.

## Demografie
Onderstaande figuur toont het verloop van het inwonertal (bron: INSEE-tellingen).